# Cerro Azul (wulkan)
Cerro Azul – czynny wulkan na wyspie Isabela w archipelagu Galapagos. Wznosi się na wysokość 1640 m n.p.m. Ostatnia erupcja miała miejsce w maju 2008 roku.

## Opis
Cerro Azul (1640 m n.p.m.) położony jest na południowo-zachodnim krańcu wyspy Isabela. Jego kaldera o wymiarach 4 x 5 km ma głębokość 650 m, a po jej południowo-zachodniej i zachodniej stronach znajdują się terasy. W kalderze znajduje się również wielki stożek tufu wulkanicznego świadczący o erupcjach freatycznych. W zachodniej części kaldery wytworzyły się liczne stożki wulkaniczne. Zastygłe potoki lawy znajdują się na północno-wschodnich i północno-zachodnich stokach. W kalderze aktywne są fumarole.

## Erupcje
Erupcje miały miejsce w latach: 1932, 1940, 1943, 1948, 1949, 1951, 1959, 1979, 1998 i 2008.
Ostatni wybuch Cerro Azul odnotowano w maju 2008 roku. 